# Too Young to Marry (2007)
Too Young to Marry (Nederlands: Te jong om te trouwen) is een Amerikaanse televisiefilm uit 2007.

## Verhaal
Jessica Carpenter is een 17-jarige middelbare studente die met haar drie jaar jongere zus bij haar gescheiden moeder woont en toegelaten werd tot de Harvard-universiteit.
Haar vriendje Max wil na de middelbare school bij haar blijven maar wordt door Harvard afgewezen. Vrezend dat hun relatie de afstand niet zal overleven vraagt Max Jessica ten huwelijk.
Hoewel beide ouders het huwelijk tussen de twee tieners eerst niet zien zitten stemmen ze er later toch mee in. Enkel Jessicas vader is radicaal tegen en hij verbreekt het contact met zijn dochter.
Na hun huwelijk gaan Jessica en Max samenwonen in Cambridge. Max gaat in de bouw werken terwijl Jessica lange les- en studiedagen klopt. Beiden maken nieuwe vrienden en Jessica wordt ook meer dan vrienden met Carter.
Jessica heeft nog maar weinig tijd of aandacht voor Max en de twee beginnen na verloop van tijd ook ruzie te maken, zeker nadat Max begint te denken dat Jessica vreemdgaat met Carter. Jessica wil een proefscheiding en trekt in bij haar vriendin Sophie.
Na een tijd apart vinden Jessica en Max elkaar opnieuw tijdens een feestdag in hun thuisdorp. Terug in Cambridge gaan ze opnieuw samenwonen. De film eindigt met hun schijnbaar geredde huwelijk.

## Rolbezetting
| Acteur          | Personage         | Opmerkingen                                                          |
| --------------- | ----------------- | -------------------------------------------------------------------- |
| Nina Dobrev     | Jessica Carpenter | 17-Jarig meisje dat in het huwelijk treedt.                          |
| Dillon Casey    | Max Doyle         | 18-Jarige jongen die Jessica huwt.                                   |
| Polly Draper    | Beth              | Jessicas moeder die instemt met het huwelijk.                        |
| Frank Schorpion | Roger Carpenter   | Jessicas vader die het huwelijk afkeurt en Jessica erom laat vallen. |
| Amanda Tilson   | Holly Carpenter   | Jessicas jongere zus.                                                |
| Mark Camacho    | Tim Doyle         | Max'vader.                                                           |
| Jodie Resther   | Amanda            | Jessicas beste vriendin op de middelbare school.                     |
| Trevor Blumas   | Carter            | Vriend van Jessica op de universiteit.                               |
| Anna Hopkins    | Sophie            | Vriendin van Jessica op de universiteit.                             |